# Filippo Mazzola
Filippo Mazzola (Parma, 1460 circa – 1505) è stato un pittore italiano.

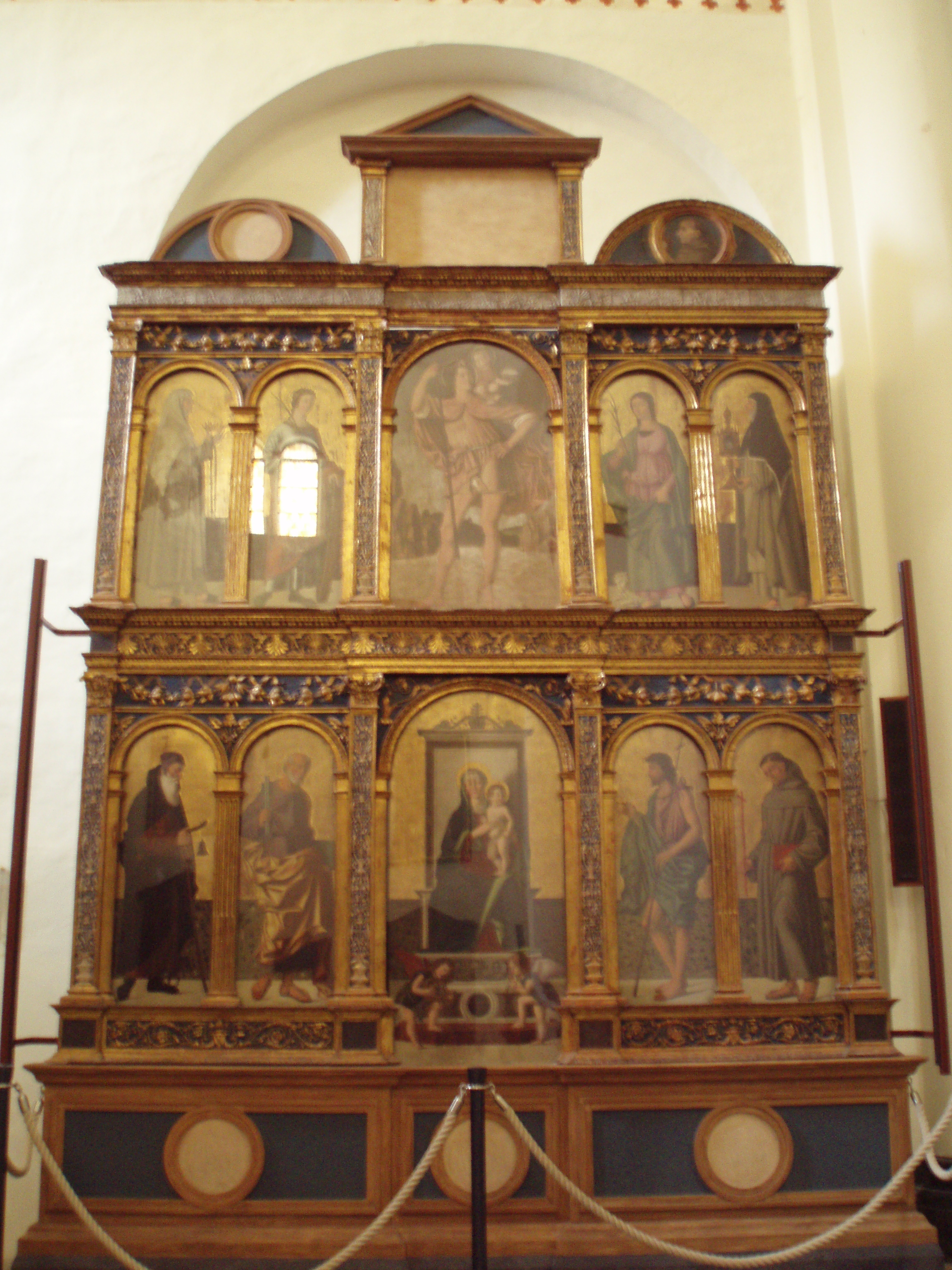
Il polittico conservato nella basilica di Santa Maria delle Grazie a Cortemaggiore

Fu padre di Girolamo Francesco Maria Mazzola, più noto come il Parmigianino.

## Biografia
Figlio di Bartolomeo, fu allievo del cremonese Francesco Tacconi. Operò principalmente nell'area tra Parma e Piacenza, anche se si ha notizia di un suo viaggio a Venezia, dove si pensa si sia recato per studiare i suoi principali riferimenti stilistici: Antonello da Messina, Giovanni Bellini e Alvise Vivarini.
Seppur ora mancante di alcuni dei dipinti, la sua opera più maestosa resta senz'altro il polittico composto da otto tavole e quattro tondi conservato presso la basilica di Santa Maria delle Grazie a Cortemaggiore.
Morì all'età di circa 45 anni durante un'epidemia di peste.

## Opere

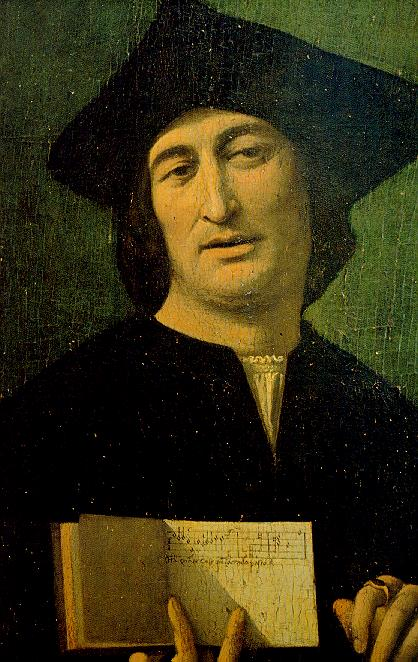
Ritratto di musico, 1515, Parma, Galleria nazionale

- Ritratto di uomo, 1480-89, Milano, Pinacoteca di Brera
- Madonna col Bambino, Padova, Museo civico
- Madonna con i santi Francesco e Giovanni Battista, 1491, Parma, Galleria nazionale
- Battesimo di Cristo, 1493, Parma, Duomo
- Madonna col Bambino e due santi, 1494, Londra, National Gallery
- Resurrezione di Cristo, copia del dipinto di Giovanni Bellini, 1497, Strasburgo, Musée des Beaux-Arts
- Polittico, 1499, basilica di Santa Maria delle Grazie a Cortemaggiore
- Pietà, 1500, Napoli, Museo di Capodimonte
- Madonna adorata dalle sante Caterina da Siena e Caterina d'Alessandria, 1502, Berlino, Gemäldegalerie
- Conversione di san Paolo, 1504, Parma
- Cristo benedicente, 1504, Poznań, National Museum
- Madonna col Bambino e le sante Chiara e Caterina, 1504, Berlino
- Cristo alla colonna, 1506 circa, Zagabria, Strossmayerova Galerija
- Madonna col Bambino che tiene un uccellino e due santi, Baltimora, Walters Art Gallery
- Ritratto di musico, 1515, Parma, Galleria nazionale
- San Cristoforo, Budapest, Museo di Belle Arti
- Trittico della Madonna e due santi, Cremona, Museo civico Ala Ponzone
- Madonna e due santi, Londra, British Museum
- Testa di giovanetto, Londra, Victoria and Albert Museum
- Profilo di giovane , Londra, Buckingham Palace
- Ecce Homo (firmato), Milano, Collezione Altomani
- Sacra famiglia, Milano, Museo Poldi Pezzoli
- Busto virile, Modena, Galleria Estense
- Madonna, Sarasota, John and Mable Ringling Museum of Art
- Adorazione dei pastori, Torino, Galleria Sabauda
- Lunetta della Madonna e l'Eterno, Venezia, Musei civici veneziani